# Емилия фон Олденбург
Емилия фон Олденбург-Делменхорст (на немски: Emilie von Oldenburg-Delmenhorst; * 15 юни 1614, Делменхорст; † 4 декември 1670, Лойтенберг) от фамилията Дом Олденбург от Графство Делменхорст, е чрез женитба графиня на Шварцбург-Рудолщат и регентка от 1646 до 1662 г.

## Биография
Тя е дъщеря на граф Антон II фон Олденбург-Делменхорст (1550 – 1619) и съпругата му Сибила Елизабет фон Брауншвайг-Даненберг (1576 – 1630), дъщеря на херцог Хайнрих фон Брауншвайг-Люнебург-Даненберг и принцеса Урсула фон Саксония-Лауенбург.
Емилия се омъжва на 4 ноември 1638 г. в Рудолщат за Лудвиг Гюнтер (1581 – 1646) от фамилията Шварцбург, граф на Шварцбург-Рудолщат. Тяхната резиденция е във Франкенхаузен. Той умира на 4 ноември 1646 г. в Рудолщат. Емилия поема на 32 години опекунството и управлението на Шварцбург до 1667 г. за синът им Алберт Антон. Тя назначава за дворцов майстор писателя Ахасвер Фритч, който през управлението на нейния син се издига на канцлер.
От 1663 г. тя живее в замък Кьонитц. Графиня Емилия умира на 4 декември 1670 г. в замък Фриденсбург в Лойтенберг на 56 години.

## Деца
Емилия и Лудвиг Гюнтер имат децата:
- София Юлиана (1639 – 1672)
- Лудмила Елизабет (1640 – 1672), поетеса, сгодена на 20 декември 1671 г. за княз Христиан Вилхелм фон Шварцбург-Зондерсхаузен
- Алберт Антон (1641 – 1710), княз на Шварцбург-Рудолщат, женен на 7 юли 1665 г. за поетесата графиня Емилия Юлиана фон Барби-Мюлинген (1637 – 1706)
- Христиана Магдалена (1642 – 1672)
- Мария Сузана (1646 – 1688)